# Аеропорт Васьково (населений пункт)
Аеропорт Васьково (рос. Аэропорт Васьково) — населений пункт в Приморському районі Архангельської області Російської Федерації.
Населення становить 58 осіб. Входить до складу муніципального утворення Лисестровське поселення.

## Історія
Від 2004 року входить до складу муніципального утворення Лисестровське поселення.

## Населення
| 2002 | 2010 |
| ---- | ---- |
| 41   | ↗58  |